# Le Pétomane
Pour les articles homonymes, voir Pujol.
Joseph Pujol, dit le Pétomane, né le 1er juin 1857 à Marseille et mort le 8 août 1945 à Toulon, est un artiste français célèbre pour la remarquable maîtrise de ses muscles abdominaux qui lui permettait de lâcher des gaz à volonté et dans une grande variété de sons. 
Ce pétomane professionnel pouvait ainsi jouer Au clair de la lune avec un flûtiau. Sa carrière s'étend de 1887 à 1914. Il était l'artiste le mieux payé de son époque lorsqu'il se produisit au Moulin-Rouge (de 1890 à 1894). Les recettes quotidiennes de ses numéros dans l'établissement pouvaient s'élever jusqu'à 20 000 francs, plus du double de Sarah Bernhardt, la plus célèbre comédienne de l’histoire du théâtre, alors au sommet de sa gloire.

## Biographie
Né à Marseille dans une famille originaire de Mataró (en Catalogne), Pujol est l'un des cinq enfants de François Pujol, sculpteur et tailleur de pierre, et de sa femme Rose. À l'âge de 8 ans, se baignant dans la Méditerranée, alors qu’il bloque sa respiration, il sent son ventre se remplir d’eau. Revenu à terre, il est surpris de sentir de l'eau couler de son anus. C'est ainsi qu'il découvrit son « talent » : il pouvait aspirer l'air par son anus et péter aussi souvent et aussi fréquemment qu'il le voulait des pets inodores dont il pouvait moduler la tonalité et l'intensité,,. Quelques années plus tard, pendant son service militaire à Valence, il fit la démonstration de ses capacités à ses camarades qui furent à chaque fois pris de fou rire. Il trouve son nom de scène et répète ses prestations dans les cafés et estaminets des environs se mettant en caleçon avec un trou à l'endroit nécessaire pour aspirer l'eau d'une bassine et finalement l'expulser à quatre ou cinq mètres.
Il finit par se détourner de cette activité et devient boulanger à Saint-Jean-du-Var (alors un faubourg à l'est de Toulon) puis se marie en 1883 tout en s'adonnant, pendant son temps libre, au chant car il a, dit-on, une très belle voix. En 1887, il monte un petit numéro démontrant ses capacités de pétomane, loue un local désaffecté, distribue quelques prospectus et obtient un succès immédiat. Le bouche à oreille s'étend d'abord dans le quartier, puis dans tout Marseille. Il se produit alors avec le même succès à Bordeaux, Toulon et Clermont-Ferrand, puis décide de tenter sa chance à Paris où il rencontre l’imprésario Joseph Oller et Charles Zidler, le patron du Moulin-Rouge, un nouveau cabaret à peine ouvert. Il se produit le soir même, le 11 février 1890, dans une salle de taille modeste, avec une acoustique à la hauteur de ce spectacle intime. Il obtient très vite un succès considérable. Une infirmière est placée dans la salle pour venir en aide aux dames qui étouffent littéralement de rire dans leurs corsets devant ce numéro inédit. Il imite sur scène le bruit d'un tir de canon ou celui d'une tempête et interprète des chansons telles que 'O sole mio ou La Marseillaise en soufflant avec son anus dans un tube en caoutchouc dirigé vers un ocarina, tout en invitant son audience à chanter avec lui. Il arrive également à éteindre une bougie à plusieurs mètres. Il commence chacune de ses prestations en précisant que ses flatulences ne sont pas odorantes, et qu'il ne faut donc pas s'inquiéter pour cela. Chaque soir, ils sont des centaines de spectateurs à s'entasser dans la salle du Moulin-Rouge pour se tordre de rire aux numéros de Joseph Pujol, un artiste qui pète comme il respire, c'est-à-dire à volonté. Le Pétomane entame son récital par une cavalcade de prouts tous plus stupéfiants les uns que les autres. Interminables, trépidants, aigus, graves, écrasés, détonants, fringants, craintifs, colériques, conquérants, coulants, caquetants, il en a ainsi pour tous les goûts.

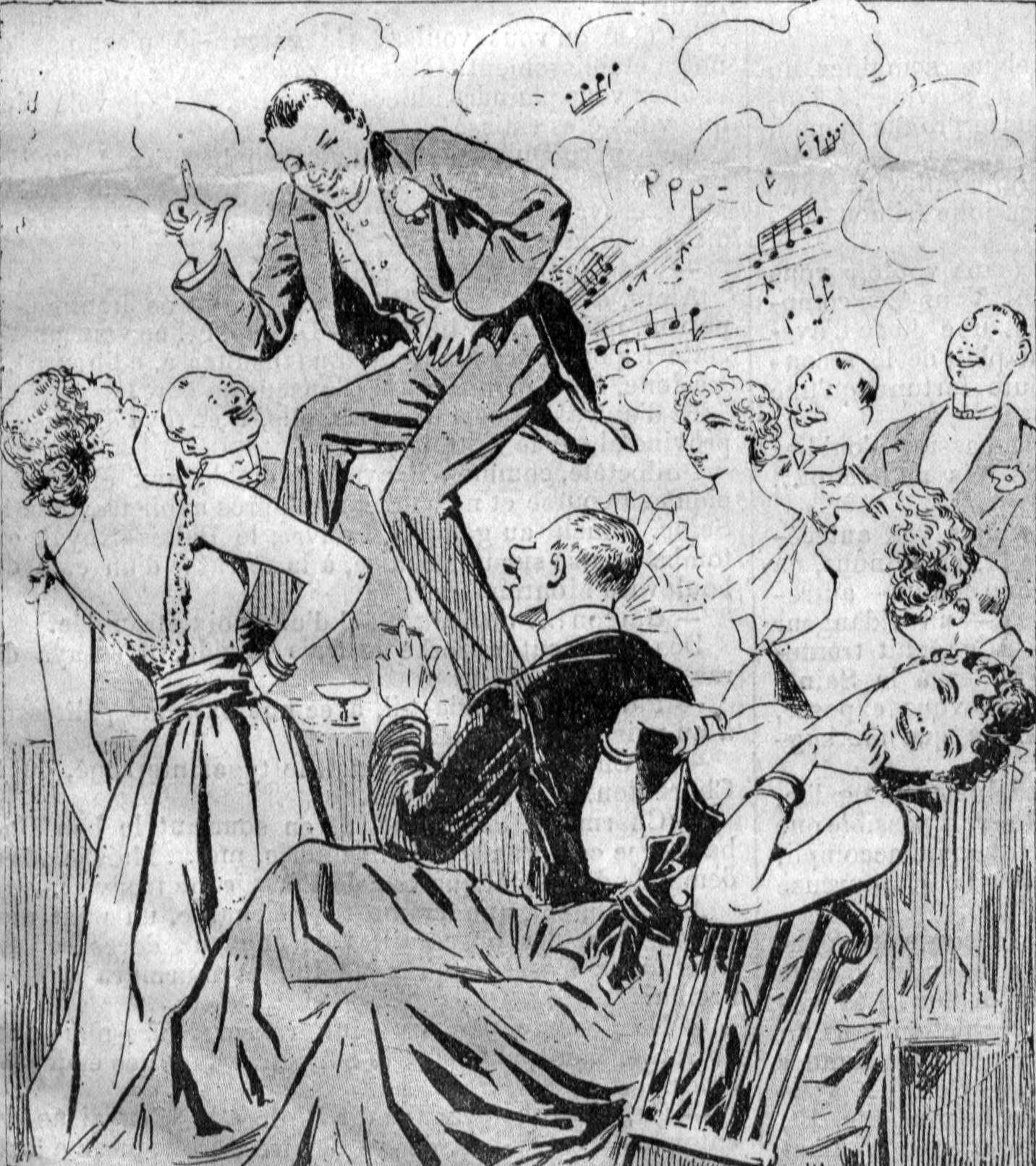
Pujol en 1892, dessin de presse.

En 1894, le Moulin-Rouge le poursuit en justice pour avoir monté un numéro indépendant afin de venir en aide à un de ses amis en proie à des difficultés financières. Le cabaret gagne 3 000 francs de dédommagement (les recettes habituelles quotidiennes de Pujol pour l’établissement étaient de 20 000 francs) et perd son artiste le plus rentable. Pujol, qui déclare « Je péterai peut-être moins haut, mais librement », rejoint alors la troupe itinérante du Théâtre Pompadour et parcourt toute la France, déchaînant les rires sur son passage, et se produit également en Belgique, en Espagne et en Afrique du Nord. Le Pétomane eut un succès immense au tournant des XIXe et XXe siècles et il reçut même la visite du Prince de Galles, du roi Léopold II de Belgique et du docteur Freud qui voulait comprendre « pourquoi les gens riaient ».
Dans les années 1900, il essaie de rendre ses numéros plus « élégants », par exemple en imitant des sons d'animaux de ferme pour illustrer la lecture d'un poème bucolique qu'il avait écrit lui-même.
Lorsque la Première Guerre mondiale éclate, il se retire à Marseille, retrouve son métier de boulanger et ne remonte plus sur les planches. Avec les années, il est cependant fort probable que son corps ne soit plus capable de ses « performances » et qu'il devait ainsi prendre sa retraite. En outre, la période n’était plus à ce genre de spectacle insouciant (fin de la Belle Époque). Ses quatre fils sont envoyés au front, l'un y meurt et deux en reviennent handicapés. Par la suite, il ouvre une biscuiterie à Toulon en 1922. Il y meurt en 1945. Il est enterré à La Valette-du-Var où sa tombe est encore visible. La Faculté de médecine de la Sorbonne offrit à Pujol 25 000 francs pour avoir le droit d'examiner son corps après sa mort, ce qu'il accepta, mais que sa famille refusa après son décès.
L'histoire de cet artiste a fait en 1983 l'objet d'un film italien, Le Pétomane, réalisé par Pasquale Festa Campanile, dont le rôle principal est interprété par Ugo Tognazzi.
Xavier Delamarre met Pujol en rapport avec une « vieille tradition celtique, puisqu'il y avait en Irlande au Moyen Âge un bragetoir « bouffon péteur » qui [...] régalait les cours seigneuriales de ses prestations ».
Salvador Dalí le présente comme le plus grand artiste de tous les temps et le compare au peintre de la Renaissance, Raphaël. Hélas, il n'existe aucun enregistrement sonore connu de ses prestations.

## Filmographie
- 1976 : Le Pétomane, de Ian MacNaughton
- 1983 : Il petomane, de Pasquale Festa Campanile
- 1998 : Le Pétomane : Fin de siècle fartiste, d'Igor Vamos
- 2005 : Le Pétomane : Parti avec le vent, de Steve Ochs